# トンカツソース

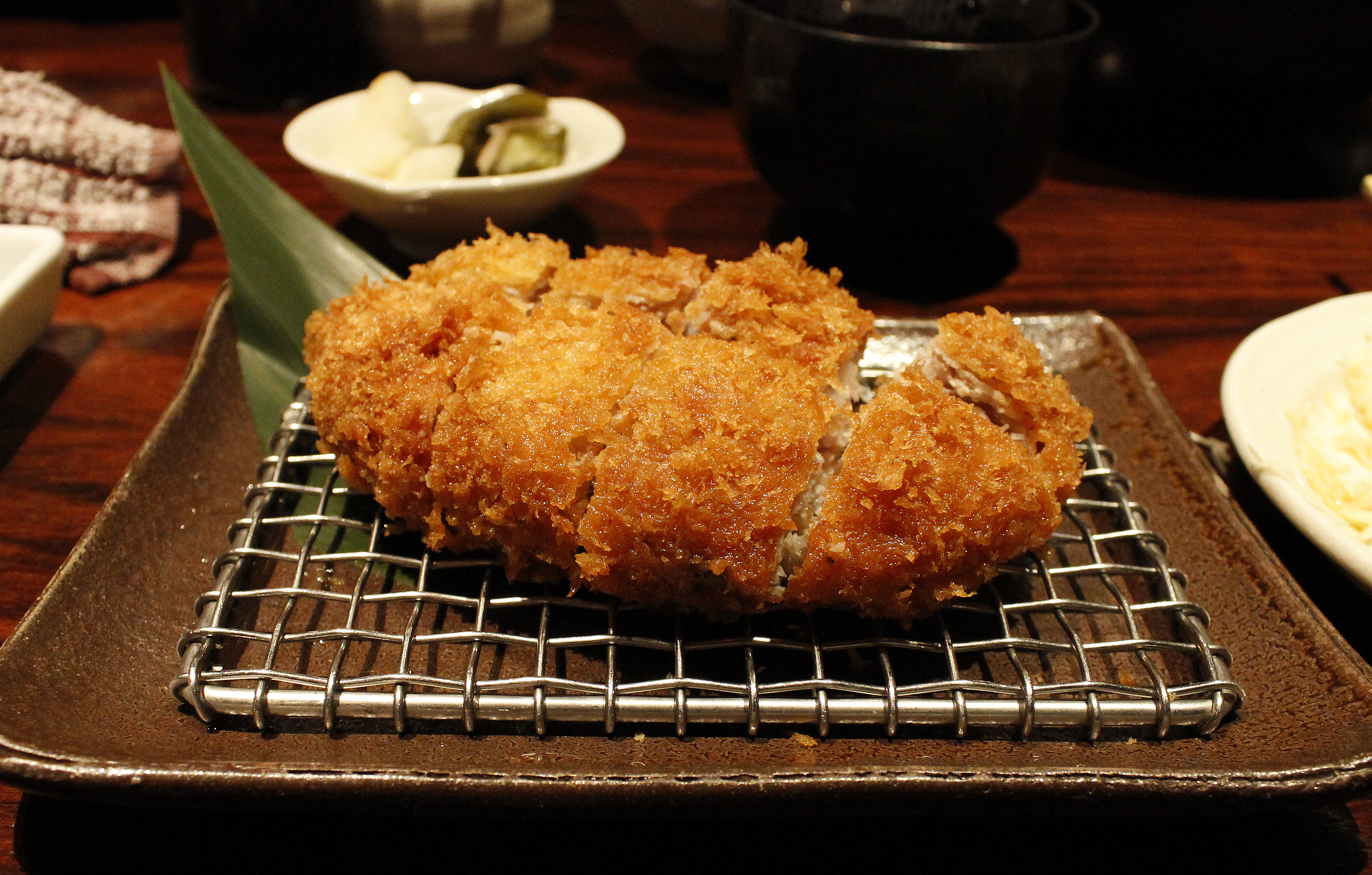
脇にソースを添えたトンカツ

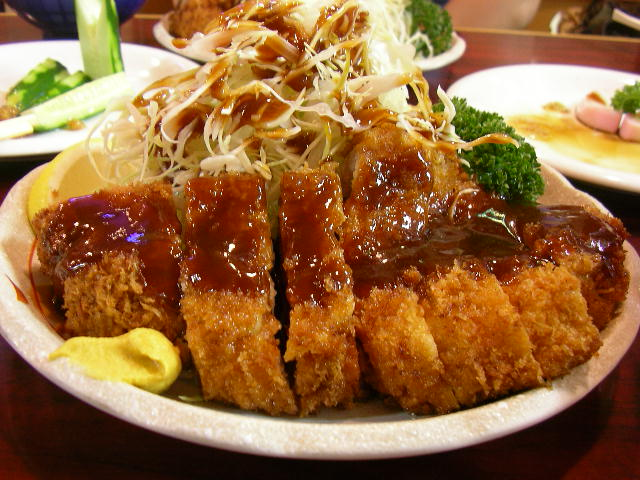
上にソースをかけたトンカツ

トンカツソース(Tonkatsu sauce)またはカツソース(Katsu sauce)は、トンカツにかけるための日本のソースである。濃厚（JAS規格で2.0パスカル/秒以上）なウスターソースタイプのソースで、イギリスのブラウンソースに似ている。材料には魚醤、トマト、プルーン、ナツメヤシ、リンゴ、レモン果汁、ニンジン、タマネギ、セロリ等を用いることがある。

## 歴史と種類
最初のトンカツソースは、1948年に兵庫県のオリバーソースが作った。ブルドックブランドのトンカツソースは、モルトビネガー、酵母や野菜及び果物のピュレ、ペースト、エキスから作られる。アメリカ合衆国では、キッコーマンが、アップルソースを主材料としたフルーティなトンカツソースを販売している。